# Colibri lucifer
Calothorax lucifer
Espèce
Statut de conservation UICN

 LC  : Préoccupation mineure
Statut CITES
Le Colibri lucifer (Calothorax lucifer) est une espèce de colibris de la sous-famille des Trochilinae et de la tribu des Mellisugini.

## Distribution

zone de nidification
résident permanent
non nicheur

Le Colibri lucifer est présent au Mexique et dans le sud des états du Nouveau-Mexique, de l’Arizona et du Texas.

## Habitat
Il habite les pentes rocheuses jusqu’à 2 500 m d’altitude.

## Alimentation
Il butine régulièrement aux fleurs d’agaves et de yuccas.

## Référence
(en) « Neotropical Birds Online », Cornell Lab of Ornithology, 25 juillet 2011